# Frederick Nicholas Zihlman
Frederick Nicholas Zihlman (2 października 1879 w Carnegie, Pensylwania, zm. 22 kwietnia 1935 w Cumberland, Maryland) – polityk amerykański związany z Partią Republikańską. W latach 1917–1931 był przedstawicielem szóstego okręgu wyborczego w stanie Maryland w Izbie Reprezentantów Stanów Zjednoczonych.